# Jean Martin Charcot
Jean-Martin Charcot, född 29 november 1825 i Paris, död 16 augusti 1893 i Montsauche-les-Settons, var en fransk läkare och neurolog. Han var far till Jean-Baptiste Charcot.

## Forskargärning
Jean-Martin Charcot var under senare delen av 1800-talet verksam som neurologiprofessor vid sinnessjukhuset La Salpêtrière i Paris. Till Charcots seminarier kom intresserade åhörare från hela Europa för att se hans hypnotiska experiment med hysteriska patienter. Charcot utvecklade en teori om hypnos. I denna teori identifierade han tre utvecklingsfaser: letargi, katalepsi samt somnambulism.

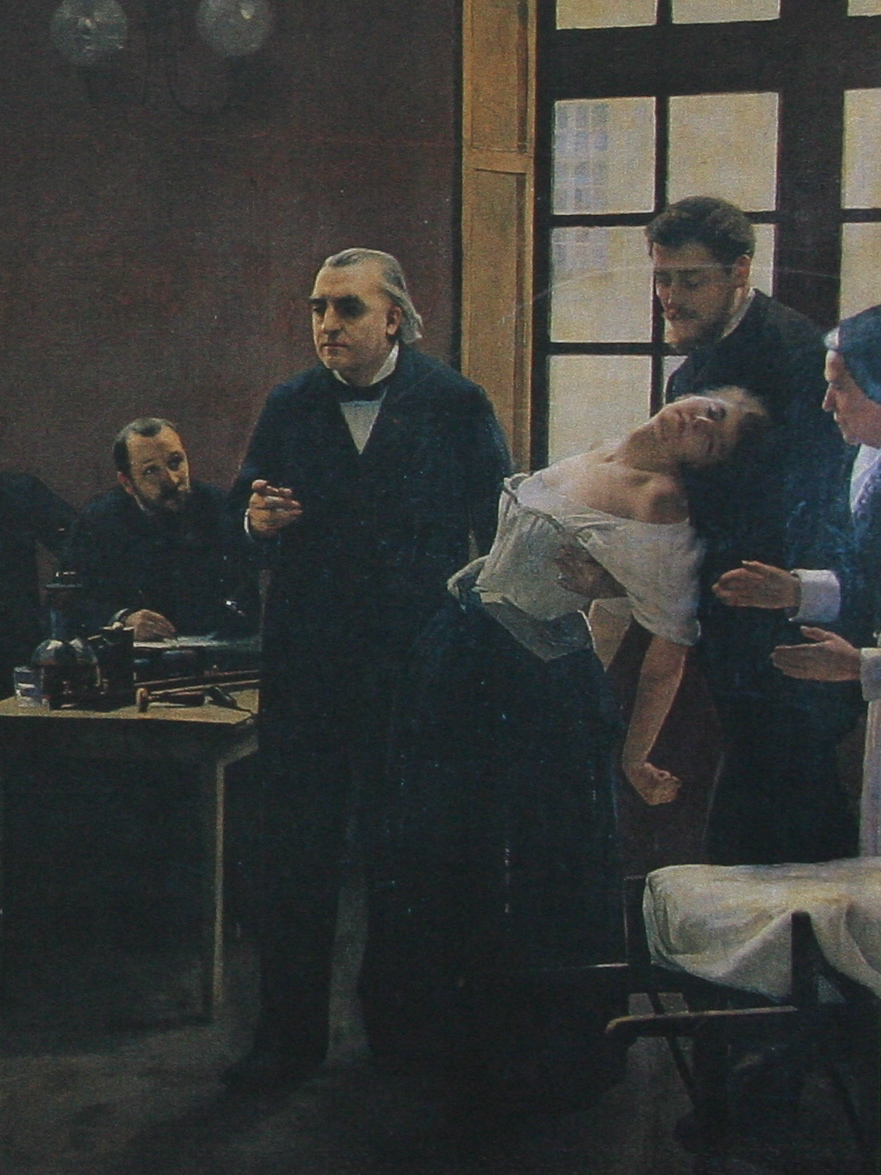
Detalj ur målningen Une leçon clinique à la Salpêtrière av André Brouillet (1887). Professor Charcot förevisar en kvinna med framkallat hysteriskt anfall. Hon får stöd av Charcots student Georges Gilles de la Tourette.

Den unge Sigmund Freud tog stort intryck av Charcots förevisningar av hur man med hypnotiska suggestioner kunde framkalla hysteriska anfall, helt lika de spontant uppkomna symptomen. Han kunde också med hjälp av hypnos få hysteriska symptom att försvinna. 
Han brukade låta visa upp en kvinna med hysteriska anfall. Kvinnan i fråga hette Blanche Wittman. Efter Charcots död fick Wittman anställning vid den radiologiska avdelningen vid La Salpêtrière. 
Charcot kallades för "hysterikornas Napoléon" och väckte starka sympatier och antipatier i olika läger. Många beundrade honom som en dramatisk och färgstark ledarfigur inom neurologin. Han tycks ha ägt en magnetisk skådespelartalang som gjorde att han med sin blotta utstrålning kunde utöva en suggestiv makt över människor, åtminstone över personer som var mottagliga för hypnos och därmed disponerade för hysteri. Av andra blev han kritiserad för att använda människor som forskningsmaterial.
Karakteristiskt för Charcot är uttalandet att "teorier är bra att ha, men de hindrar inte att fakta existerar" – La théorie, c'est bon, mais ça n'empêche pas d'exister. Charcot blev 1883 medlem av Franska vetenskapsakademin och invaldes 1887 som ledamot av Kungliga Vetenskapsakademien.

## Eftermäle
Asteroiden 11314 Charcot är uppkallad efter honom.

## Sjukdomar
Charcot har givit namn åt många olika syndrom och sjukdomar, till exempel Charcots triad, Charcots sjukdom (ALS) och Charcot-Marie-Tooths sjukdom.